# ارباب ۲
ارباب ۲ (انگلیسی: Overlord II) یک بازی ویدئویی در سبک بازی اکشن-ماجراجویی است که توسط کدمسترز و در سال ۲۰۰۹ و در پلت‌فرم‌های اکس‌باکس ۳۶۰، پلی‌استیشن ۳، مایکروسافت ویندوز، و مک‌اواس منتشر شده‌است.